# 대지 밴스
대지 밴스(Dazzy Vance, 본명: 찰스 아서 "대지" 밴스, Charles Arthur "Dazzy" Vance, 1891년 3월 4일 ~ 1961년 2월 16일)는 미국의 프로 야구 선수였다. 그는 20년 동안 메이저 리그 베이스볼(MLB)의 5개 구단에서 투수로 활약했다. 인상적인 패스트볼로 유명한 밴스는 내셔널 리그 (야구)에서 7시즌 연속 삼진 부문 1위를 차지한 유일한 투수였다. 밴스는 1955년 야구 명예의 전당에 헌액되었다.

## 유산
1981년 로렌스 리터(Lawrence Ritter)와 도널드 호니그(Donald Honig)는 그들의 저서 역대 가장 위대한 야구 선수 100인(The 100 Greatest Baseball Players of All Time)에 그를 포함시켰다. 밴스는 오그덴 나시의 1949년 시 "Line-Up for Yesterday"에서 언급된다.